# 1136 Mercedes
1136 Mercedes là một tiểu hành tinh vành đai chính bay quanh Mặt Trời. Với đường kín xấp xỉ 25 km, nó hoàn thành một chu kỳ quay quanh Mặt Trời là 4 năm. Nó được phát hiện bởi Josep Comas Solá ngày 30 tháng 10 năm 1929 ở Barcelona, Tây Ban Nha. Nó được đặt tên chị dâu người khám phá. Tên ban đầu của nó là 1929 UA.